# Bermicourt
Bermicourt település Franciaországban, Pas-de-Calais megyében. Lakosainak száma 167 fő (2022. január 1.). Bermicourt Fleury, Humerœuille, Humières, Pierremont és Érin községekkel határos.

## Népesség
A település népességének változása:
| Lakosok száma | 154  | 158  | 166  | 165  | 166  | 168  | 172  | 169  | 167  |
|               | 2013 | 2015 | 2016 | 2017 | 2018 | 2019 | 2020 | 2021 | 2022 |